# Андреевское (Сусанинский район)
Андреевское — село в Сусанинском районе Костромской области. Административный центр Андреевского сельского поселения.

## География
Находится в западной части Костромской области на расстоянии приблизительно 38 км на запад по прямой от районного центра поселка Сусанино.

## История
Известно, что село в начале XVII века принадлежало Геннадиевскому монастырю, что под Любимом. Деревянная Никольская церковь упоминается с 1683 года (перестроена в 1741 году, ныне в полуразрушенном виде). Каменная Богородицерождественская церковь была построена в 1770—1778 годах. В 1872 году здесь было учтено 19 дворов, в 1907 году здесь отмечено было 56 дворов.

## Население
Постоянное население составляло 114 человек (1872 год), 206 (1897), 220 (1907), 342 в 2002 году (русские 98 %), 270 в 2022.